# Karl von Gober
Karl von Gober (Breslavia, 1762/1763 – 15 maggio 1817) è stato un militare austriaco. In particolare, fu attivo durante le guerre rivoluzionarie francesi e le guerre napoleoniche.

## Biografia
Nato intorno al 1763 a Breslavia, entrò in servizio nel 1789 come alfiere nel 20° reggimento di fanteria Kaunitz, venendo promosso a sottotenente lo stesso anno dopo essere stato trasferito nel 40° reggimento di fanteria Mittrowsky. Operò come tenente nello staff del Quartiermastro Generale nel 1796. Terminate le guerre con la Francia, ottenne rapidamente le promozioni a capitano nel 1803, a maggiore nel 1804 e a tenente colonnello nel 1805. Fu trasferito nel 1806 al 55° reggimento di fanteria Reuss-Greiz,  e dopo lo scioglimento di questo reggimento, passò al 17° reggimento di fanteria Reuss-Plauen nel 1809. Combatté in Italia tra il 1813 ed il 1814, prendendo parte alle battaglie di San Maurizio e del Taro. Nel 1814 fu trasferito al 26° reggimento di fanteria Hohenlohe-Bartenstein. Morì il 17 maggio 1817.